# X-Men: Mutant Apocalypse
X-Men: Mutant Apocalypse è un videogioco a piattaforme in stile picchiaduro a scorrimento pubblicato nel 1994 dalla Capcom per Super Nintendo. Il videogioco è basato sui personaggi del fumetto X-Men, ed in particolar modo sulla serie d'animazione Insuperabili X-Men del 1992.

## Modalità di gioco
Il giocatore controlla cinque X-Men che devono salvare i loro compagni mutanti dallo stato di prigionia in sono tenuti presso l'isola Genosha. Ogni personaggio ha una missione specifica da completare, che gli viene spiegata dal Professor X all'inizio del gioco. I livelli del videogioco possono essere giocati in qualsiasi ordine. Alla fine, Apocalisse (e successivamente, Magneto) faranno il loro ingresso in scena, con l'intenzione di distruggere Genosha. In questo caso, la missione è identica per tutti i personaggi ed il giocatore dovrà semplicemente scegliere il personaggio che riterrà più idoneo.

## Personaggi
- Ciclope
- Wolverine
- Psylocke
- Bestia
- Gambit